# Kapilláris elektroforézis
A kapilláris elektroforézis (CE) a kémiában a jelenlegi legnagyobb teljesítőképességű, napjainkban is dinamikusan fejlődő elválasztástechnikai módszer. Számos előnye közé tartozik a könnyű automatizálhatóság, a minimális mintamennyiség (1-10 nl), a magas elméleti tányérszám, a rövid analízisidő, és a jól tervezhető körülmények az optimális elválasztáshoz. Ma már a tömegspektrometriás detektálás is megoldott (CE-MS). Ennek előnye, hogy a minta komponenseiről molekulatömeg és szerkezeti információ is nyerhető. Az elvet - többek között - jelenleg az e-papír fejlesztéseknél használják, a szürkeárnyalatos és - mint lehetséges megoldás - a jelenleg még kezdeti szakaszban lévő színes megjelenítésre.

## Történet
Az elektroforézis alapja, hogy elektromos töltéssel rendelkező részecskék (ionok) elektromos erőtérben a különböző vonzó és taszító kölcsönhatások által eltérő mértékben elmozdulnak. Az elektroforézist, mint elválasztási technikát Arne Tiselius vezette be 1937-ben. Ő különböző fehérjéket vizsgált egy, a végeinél pufferoldatokkal érintkező csőben. Miután feszültséget kapcsolt a cső két végére, azt tapasztalta, hogy a vizsgálati anyagok mozgékonyságuk és töltésük szerint elválnak egymástól. Tiselius munkásságáért Nobel-díjat kapott. Később lap vagy cső alakú géleken főleg biológia makromolekulák méret szerinti elválasztását végezték, és végzik a mai napig. Az 1980-as évektől elérhetővé váltak a kis átmérőjű kvarckapillárisok, amik felhasználásával Jorgenson és Lukacs elkészítette az első kapilláris elektroforézis berendezést. Azóta egyre népszerűbbé válik a módszer, amit a megjelent publikációk nagy száma, és az eladott készülékek száma is jelez.

## A CE elmélete

### Elektroforézis
Az elektroforetikus módszerek alapja, hogy elektromos erőtérben a minta komponensei különböző sebességgel haladnak. Egy ion sebessége az alábbi képlettel számolható:
{\displaystyle \ u_{p}=\mu _{p}E} ,
ahol up az ion sebessége,

μp az elektroforetikus mozgékonyság,

és E az alkalmazott elektromos térerő.
Az elektroforetikus mozgékonyság arányos a részecskére ható Fe elektromos erővel, és fordítva arányos a pufferben jelenlévő Fs súrlódási erővel:
{\displaystyle \ \mu _{p}\alpha ={\frac {F_{e}}{F_{s}}}}
Az elektromos erő:
{\displaystyle \ F_{e}=qE}
az ion (q) töltésének és az alkalmazott (E) térerőnek szorzata.

A súrlódási erő gömb alakú részecskét feltételezve:
{\displaystyle \ F_{s}=-6\pi \eta ru} ,
ahol η az oldat viszkozitása,

r az ion sugara és

u az ion sebessége.
Az elektroforézis elválasztás során e két erő egymással egyenlő nagyságú, ellentétes irányú, így felírható, hogy:
{\displaystyle \ qE=6\pi \eta ru}
Ebből az ion sebességét kifejezve és behelyettesítve az első egyenletbe a következő kifejezéshez jutunk:
{\displaystyle \ \mu _{p}={\frac {q}{6\pi \eta r}}}
Az utóbbi egyenletből jól látható, hogy az elektroforetikus mozgékonyság alapvetően az ion töltésétől és nagyságától függ. A többszörös töltésű, kis méretű ionoknak lesz a legnagyobb a mozgékonysága.

### Elektroozmotikus áramlás

1. ábra: A kettősréteg kialakulása a kapillárisban

A kapilláris elektroforézis lelke az elektroozmotikus áramlás (EOF). Kapilláris elektroforézisnél a csatorna falát úgy képezik ki, hogy az valamilyen (általában negatív) elektromos töltésű csoportokat tartalmazzon, vagy a megfelelő pH-n negatív töltésű váljék, (de nemionos anyagok is kialakíthatnak EOF-t a felületükre adszorbeálódott anionoknak köszönhetően). Ebben az esetben az oldatban lévő kationok a negatív töltésű falhoz vándorolnak, ezzel a csatorna felületén elektromos kettősréteget alakítanak ki. A csatorna két végére elektromos feszültséget kapcsolva a felületen lévő szolvatált kationok elmozdulnak a negatív töltésű elektród irányába, és ezzel mozgásba hozzák a csatornában levő oldatot. Mivel az EOF jelentősen nagyobb az anionok effektív mobilitásánál, ezért nemcsak a kationok vándorolnak, hanem az anionok is. Így az anionok és kationok egyaránt egy futtatás alatt analizálhatók. A töltés nélküli részecskék, ahogy az ábrán is látható, nem választhatóak el egymástól. Az elválasztás során fontos, hogy az EOF-t megfelelően szabályozzuk.

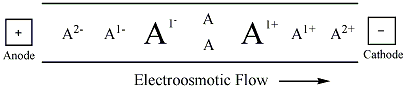
2. ábra: Töltéssel rendelkező és semleges anyagok(A) vándorlása a kapillárisban

## Készülék
A CE egyik legfontosabb előnye a készülék egyszerűsége. A harmadik ábra egy CE készülék vázlatos elrendezését mutatja. A berendezés fő részei: mintatartó edény, bemeneti és kimeneti pufferedényke, kapilláris, elektródok, nagyfeszültségű tápegység, detektor és a feldolgozó, regisztráló egység. CE-vel történő mérés során először átmossuk a kapillárist a megfelelő pufferrel, majd a bemeneti pufferedénykét kicseréljük a mintát tartalmazó edénykével (általában az anódnál). Ezután történik a minta bejuttatása a kapillárisba, ami történhet hidrodinamikai injektálással vagy elektrokinetikus injektálással. A bemeneti pufferedényke visszahelyezése után az elválasztáshoz szükséges feszültséget kapcsolunk az elektródokra. Elektromos erőtér hatására az anyagok a katód felé vándorolnak, és elválnak egymástól. Az anyagok vándorlását külső nyomás segítségével gyorsíthatjuk. Fontos megjegyezni, hogy az elektroozmotikus áramlás miatt mind a kationok, mind az anionok egy irányba vándorolnak. Leggyakrabban optikai detektálást alkalmaznak közvetlenül a kapilláris falán keresztül, de ma már megoldott a tömegspektrometriás analízis is. A megfelelő adatfeldolgozás végül számítógéppel történik.      

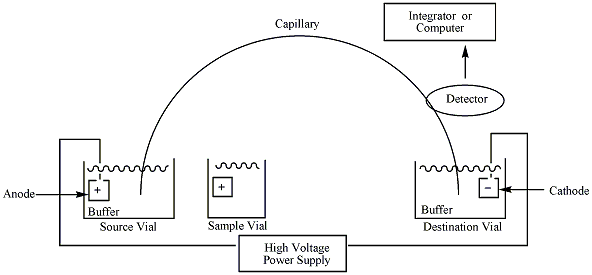
3. ábra: A kapilláris elektroforézis készülék vázlata